# Tabernaemontana corymbosa
Espèce
Classification phylogénétique
Tabernaemontana corymbosa est une espèce de plante à fleurs de la famille des Apocynacées, originaire du sud-est de l'Asie.